# Фервју (округ Монмут, Њу Џерзи)
Фервју (енгл. Fairview, Monmouth County) насељено је место без административног статуса у америчкој савезној држави Њу Џерзи.

## Демографија
По попису из 2010. године број становника је 3.806, што је 136 (-3,5%) становника мање него 2000. године.
| Група             | 2000.         | 2010.         |
| Белци             | 3.651 (92,6%) | 3.475 (91,3%) |
| Афроамериканци    | 22 (0,6%)     | 32 (0,8%)     |
| Азијати           | 78 (2,0%)     | 47 (1,2%)     |
| Хиспаноамериканци | 160 (4,1%)    | 208 (5,5%)    |
| Укупно            | 3.942         | 3.806         |